# Milo (film)
Milo è un film del 1998, diretto da Pascal Franchot e con protagonista Jennifer Jostyn.
Il film è stato oggetto di critiche per la frequenza quasi permanente di scene violente, sanguinolente e quasi oscene, infatti ha ottenuto un visto censura elevato in tutti i paesi cui è stato distribuito.
In Italia è stato distribuito brevemente per il cinema durante gennaio 1998, mentre negli USA è stato commercializzato per il mercato home video a partire dal 6 ottobre dello stesso anno.

## Trama
Cinque bambine giocano nel parco giochi della scuola. Milo, un ragazzo con l'impermeabile giallo e la bici con delle carte tra i raggi che producono un suono particolare le porta a casa di suo padre, medico abortista e fa vedere loro dei barattoli con dentro feti ormai abortiti. In seguito Milo ricorda che, in cambio di far vedere loro quei barattoli, una di loro si doveva far visitare. La piccola May si fa avanti, ma, mentre viene visitata, Milo dice che qualcosa non va e prende il bisturi puntandolo sul suo petto. Dall'altra parte le ragazze scorgono una pozza di sangue provenire da sotto la porta; mentre si chiedono cosa stia succedendo, Milo apre la porta e tenta di accoltellare una di loro, Claire, al petto. Il film riprende, anni dopo, quando Claire, ormai trasferitasi dalla città natale, si risveglia da un sogno e mentre si tocca la cicatrice a livello del petto provocata da Milo anni prima, cerca di non pensare più a quell'evento. Oramai è adulta e fa la supplente al liceo, nonostante i ragazzi non mostrino molto apprezzamento per la professione. Claire viene poi a conoscenza, tramite posta, del matrimonio di Ruth e torna alla sua città natale per prendere parte al lieto evento. Purtroppo, appena arrivata, apprende da Abigail e Marian che Ruth è morta a causa di un incidente di auto. Sapendo che anche Ruth era un'insegnante ma di scuola elementare, decide di rimanere in città per insegnare ai bambini, ancora scossi dalla morte di Ruth che era molto amata. Purtroppo Claire inizia subito a vedere quello che le sembra proprio essere Milo, che pare avere dei contatti con un altro bambino della classe di Claire, Evan, il quale porta una foto di Claire da piccola con scritto Milo+Claire=love, veste uguale a Milo, pronuncia frasi che diceva proprio lui da piccolo e persino guida, come lui, una bici. Quando Claire lo rivela ad Abigail, lei cerca di tranquillizzarla, visto che Milo dopo l'accaduto di molti anni prima, era stato ritrovato morto annegato e in più Claire lo descrive come ancora bambino mentre se fosse sopravvissuto, avrebbe dovuto essere cresciuto.
Poco dopo la loro chiacchierata, Milo entra rompendo la finestra, attacca e porta via Abigail. In seguito, i poliziotti interrogano Claire per chiederle se ne sapesse qualcosa o se sapesse se qualcuno avesse motivo di odiare Abigail, poiché in casa sua c'era solo molto sangue e nessun cadavere. Claire è ormai vicina al collasso e, raccontando a Marian ciò che sa, lei inizia a pensare che Claire stia ricominciando a perdere il senno, come da piccola dopo l'omicidio di May. Non seguendo il consiglio di Marian, Claire va a scuola, dove scopre che Evan porta proprio la bici di Milo. Dopo uno scherzo dei suoi alunni che la innervosisce ancora di più, chiama il bidello della scuola, che conosceva sin da quando era piccola, con il quale parla durante la ricreazione. Finito l'intervallo, mentre è fuori dalla porta, viene attaccata proprio da Milo e, dopo essere riuscita ad entrare in classe, sviene. Ormai è convinta che ci sia Milo dietro a tutto, anche dietro la morte di Ruth e quando Marian la viene a prendere a scuola, con l'inganno la conduce a casa del padre di Milo, dove spera di trovare qualcosa. Il dottore rientra ed indignato porta Claire alla tomba di Milo e la caccia via. Mentre vanno via Claire vede Milo sulla bici e Marian gli dice di smetterla di importunarla. A queste parole Milo attacca Marian dalla bici e la porta via nella foresta. Nella centrale di polizia Claire perde di ogni credibilità davanti ai documenti della morte di Milo e viene sospettata di essere lei la causa di tutte le morti. Tornata a scuola viene a sapere che l'autobus ha fatto un incidente anche se i bambini sono tutti illesi. Claire capisce che ormai Milo è un pericolo per tutti e tenta di convincere il padre di Milo a parlare. Nello stesso momento, Milo toglie la corrente e ferisce con un coltello il bidello. Claire ed il padre di Milo lo portano all'ospedale ma il dr. Jeeder decide di portarlo nel suo studio nella foresta. Invece di curare il bidello, il dr. Jeeder gli mette del nastro adesivo sulla bocca. Nel frattempo, Claire scopre un'incubatrice, ed inizia a capire qualcosa, ricollegandola ad un barattolo vuoto che trovò anni prima in mezzo a quelli con dei feti abortiti. Dopo aver ritrovato il barattolo vuoto, viene inseguito da Milo ma all'ultimo momento il dr. Jeeder lo addormenta e rivela la verità a Claire: Milo non è altro che un feto abortito che il dottore è riuscito a far sopravvivere grazie all'incubatrice. Questo ha portato alcuni effetti collaterali, come il non socializzare con gli altri, ma il dottore dice che è colpa dell'atteggiamento di lei e delle sue amiche da piccole, se egli ha ucciso e che, da allora, lo ha dovuto tenere sotto chiave. Claire si nasconde e viene poi rinchiusa nella soffitta. Il dottore, dopo aver posato Milo su un tavolo, sta per iniettargli una sostanza, ma Milo si risveglia buttandola via. Dopo aver tentato di spaccare la porta per la soffitta, Milo cade a terra e se ne va. Claire scende e si va a nascondere, trovando il dottore terribilmente trucidato. Vede una siringa a terra ma, mentre cerca di prenderla, Milo attacca e, dopo una colluttazione, ha la meglio addormentando Claire con la siringa. Claire si risveglia in un abito da sposa e, mentre sta soccombendo, il bidello la salva e Milo se ne va. In seguito, avendo sentito un rumore, va in bagno dove combatte con Milo e nonostante lui continui ad accoltellarlo riesce ad affogarlo uccidendolo. Claire, ormai liberatasi, sente dei rumori in cantina ed andandoci vi trova tutte le sue amiche morte per non aver accettato Milo, il quale, ancora vivo, spiega di come, per esempio, proprio per non essere stato accettato, ha preso chirurgicamente l'utero a Marian. Essendo la porta chiusa, Claire cerca di scappare fino a trovare una finestra che dà fuori dalla casa. Milo cerca ancora con tutte le sue forze di trascinarla via, ma Claire trova uno scarto di ferro a terra e con tutte le sue forze trapassa il piccolo Milo, ormai morto. Ormai Claire è salva. La scena si sposta al nuovo bidello della scuola che mentre si lamenta del rumore di una bici di un ragazzino, cancella una scritta a pennarello: Milo was here.